# 1835 en Grèce
Chronologie de la Grèce
- 1831
- 1832
- 1833
- 1834
- 1835
- 1836
- 1837
- 1838
- 1839

Cette page concerne les évènements survenus en 1835 en Grèce :

## Événement
- 15-20 mars : Les premières élections municipales ont lieu, le docteur Anárgyros Petrákis est le premier maire élu d'Athènes.

## Création
- Cabinet de Josef Ludwig von Armansperg (en) après la chute du gouvernement de Ioánnis Koléttis.
- Conseil d'État
- Phalange royale (el), corps militaire composé d'officiers vétérans de la guerre d'indépendance grecque.
- Théâtre Skondzópoulos (el)

## Naissance
- Zosimás Esfigmenítis (el), moine érudit.
- Óthon Kondóstavlos (d), bienfaiteur.
- Panagiótis Kyriakós (el), médecin et professeur d'université.
- Thrasývoulos Mános, militaire.
- Nikifóros Kalogerás (el), métropolite de Patras.
- Emmanouíl Roḯdis, journaliste et écrivain.
- Dimítrios Vikélas, écrivain, prosateur, poète, traducteur et premier président du Comité international olympique.

## Décès
- Giánnis Chondrogiánnis (el), personnalité politique.
- Konstantínos Mános, juriste et écrivain.
- Andréas Miaoúlis, amiral et personnalité politique.
- Stáikos Staïkópoulos, chef militaire durant la guerre d'indépendance.
- Spyrídon Ventoúras (el), peintre.